# Brigitte Yagüe
Pour les articles homonymes, voir Yagüe.
Brigitte Yagüe, née le 15 mars 1981 à Palma de Majorque (Espagne), est une taekwondoïste espagnole.

## Biographie
Elle est la femme de Juan Antonio Ramos.

## Palmarès

### Jeux olympiques
- Participation aux Jeux olympiques 2004 à Athènes, (Grèce)
- Médaille d'argent des -49 kg aux Jeux olympiques 2012 à Londres (Royaume-Uni)

### Championnats du monde
- Médaille d'argent des -51 kg du Championnat du monde 2001 à Jeju, (Corée du Sud)
- Médaille d'or des -47 kg du Championnat du monde 2003 à Garmisch-Partenkirchen, (Allemagne)
- Médaille d'argent des -51 kg du Championnat du monde 2005 à Madrid, (Espagne)
- Médaille d'or des -51 kg du Championnat du monde 2007 à Pékin, (Chine)
- Médaille d'or des -49 kg du Championnat du monde 2009 à Copenhague, (Danemark)
- Médaille de bronze des -49 kg du Championnat du monde 2011 à Gyeongju, (Corée du Sud)

### Championnats d'Europe
- Médaille d'or des -47 kg du Championnat d'Europe 1998 à Eindhoven, (Pays-Bas)
- Médaille d'or des -47 kg du Championnat d'Europe 2002 à Samsun, (Turquie)
- Médaille d'or des -47 kg du Championnat d'Europe 2004 à Lillehammer, (Norvège)
- Médaille d'argent des -51 kg du Championnat d'Europe 2005 à Riga, (Lettonie)
- Médaille d'or des -51 kg du Championnat d'Europe 2008 à Rome, (Italie)
- Médaille de bronze des -49 kg du Championnat d'Europe 2012 à Manchester, (Royaume-Uni)